# Running to You
Running to You (с англ. — «Бегу к Тебе») — песня американской рок-группы The Cars, девятый трек с альбома Panorama.

## О песне
Песня была написана вокалистом, ритм-гитаристом и автором песен Риком Окасеком, спета басистом и вокалистом Бенджамином Орром. Это одна из четырёх песен на альбоме, в которой есть вокал Орра. Продюсером выступил Рой Томас Бейкер. "Running to You" никогда не исполнялась вживую.
Тим Сендра из AllMusic сказал:"нервные песни с вокалом Бена Орра "Down Boys" или "Running to You" могли бы легко вписаться в любой из их первых двух альбомов".

## Участники записи
- Рик Окасек — ритм-гитара, бэк-вокал
- Эллиот Истон — соло-гитара, бэк-вокал
- Бенджамин Орр — бас-гитара, вокал
- Дэвид Робинсон — ударные, перкуссия
- Грег Хоукс — клавишные, бэк-вокал